# Peyruis
Peyruis là một xã ở tỉnh Alpes-de-Haute-Provence, vùng Provence-Alpes-Côte d'Azur ở đông nam nước Pháp.
Người dân ở đây được gọi là Peyruisiens.

## Dân số
| 1962 | 1968 | 1975 | 1982 | 1990 | 1999 |
| ---- | ---- | ---- | ---- | ---- | ---- |
| 1348 | 1610 | 1627 | 1699 | 2036 | 2217 |